# Joods Cultureel Historisch Museum
Het Joods Cultureel Historisch Museum is een cultuurhistorisch museum in de wijk Punda in Willemstad (Curaçao). Het is in 1970 gesticht en verbonden aan de Mikvé Israël-Emanuelsynagoge.

## Collectie
De collectie omvat meer dan duizend objecten, foto's en boeken over de geschiedenis en cultuur van de Joodse gemeenschap in Curaçao, waaronder een mikwe uit 1729 en achttien historische Torahs. Op de binnenplaats bevinden zich replica's van grafstenen van de joodse begraafplaats Beit Chaim Bleinheim, de oudste nog in gebruik zijnde Joodse begraafplaats op het westelijk halfrond. De tijdlijn bij de ingang toont de Curaçaose Joodse geschiedenis binnen de wereldgeschiedenis, vanaf de aankomst van de eerste Jood in 1634 tot de huidige Joodse gemeenschap. Vele voorwerpen zijn nog steeds in gebruik in de Mikvé Israël-Emanuelsynagoge.
In 2024 wordt het museum uitgebreid met een vleugel met drie grote permanente tentoonstellingen, gewijd aan George Maduro, Anne Frank en Curaçao tijdens de Tweede Wereldoorlog.